# Trijet

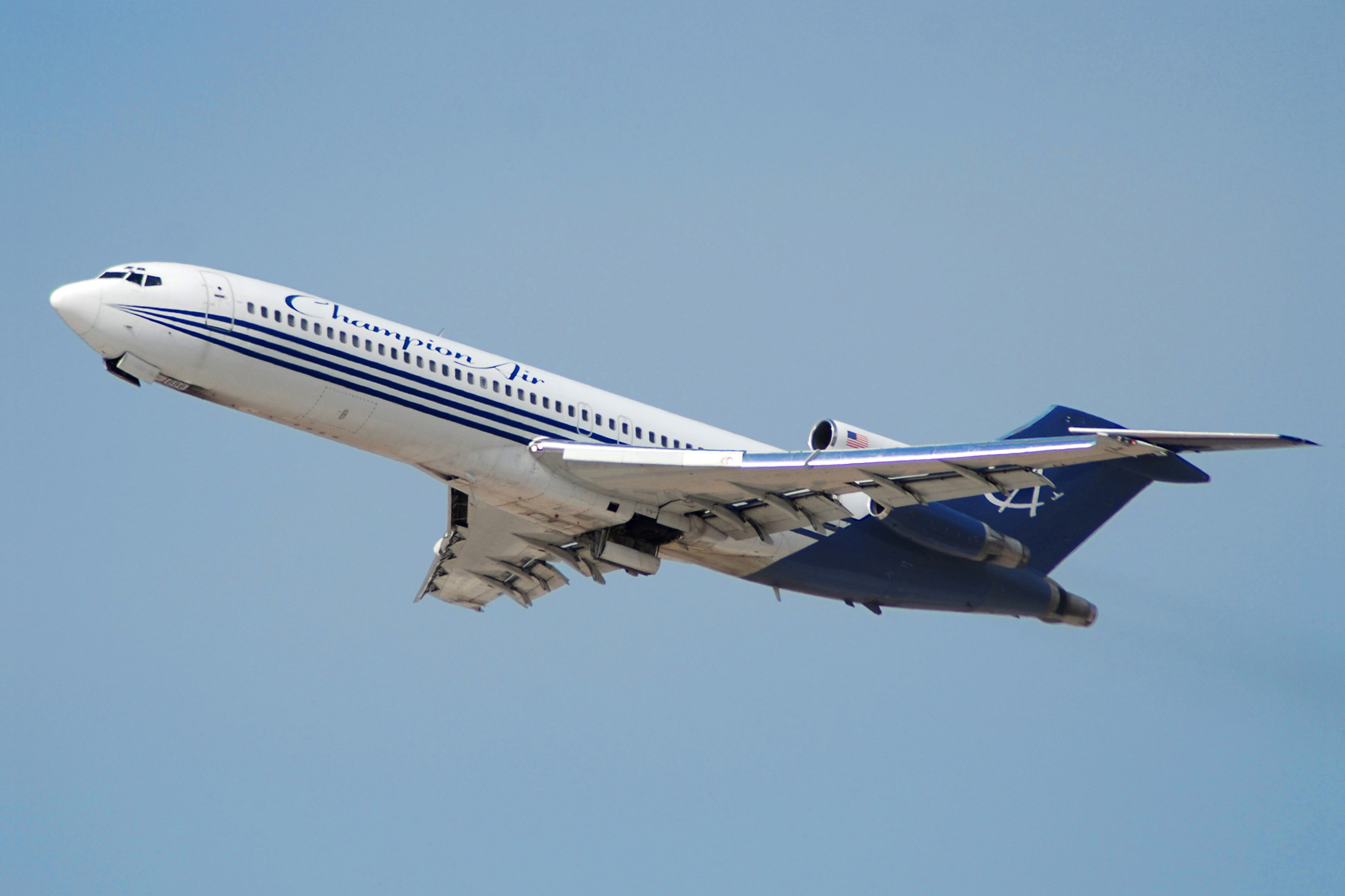
A Champion Air Boeing 727-200-as repülőgépének felszállása a Los Angeles-i nemzetközi repülőtérről

A trijet olyan repülőgép amely három sugárhajtóművel rendelkezik. A korai kéthajtóműves repülőgépeket a FAA szerint a "60 perces szabálynak" megfelelően tervezték ", amely a hajtómű meghibásodása esetén a felszállástól való 60 perc után le tudjon szállni a legközelebbi repülőtérre. 1964-ben ezt a szabályt felfüggesztették és trijet repülőgépet kezdtek el tervezni a nagyobb biztonsági tartalék érdekében. Ez számos nagy számban gyártott trijet tervezéséhez vezetett, amely 1980-ra a legnépszerűbb utasszállító konfiguráció lett.
Általában a légitársaságok körében a trijetek második generációs utasszállító repülőgépeknek minősülnek.
Egyéb variációk között a három motoros repülőgépeket trimotornak nevezik, amelyeket három dugattyús motor hajtott.

## Története

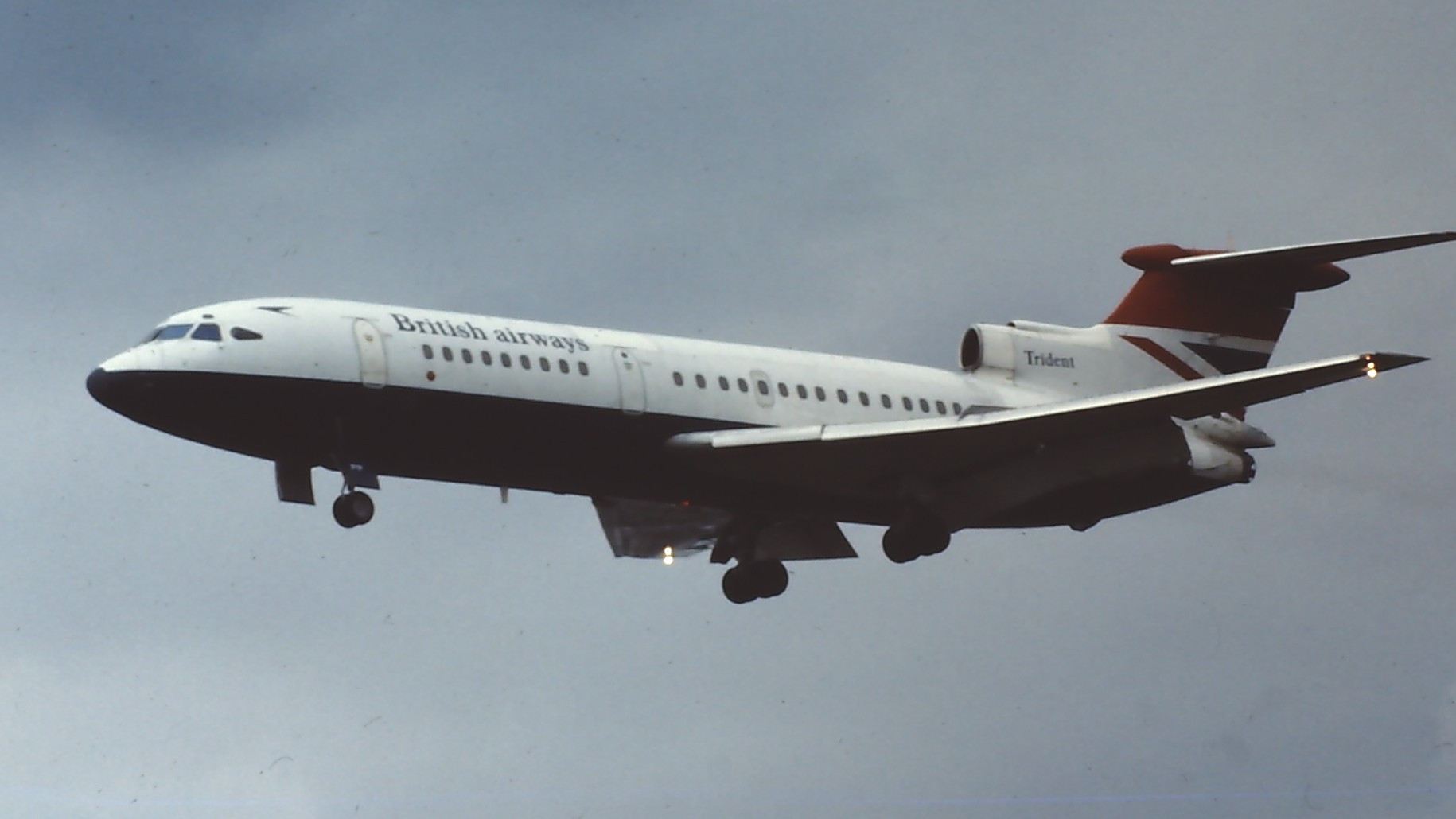
A Hawker Siddeley Trident az S alakú cső kialakítással

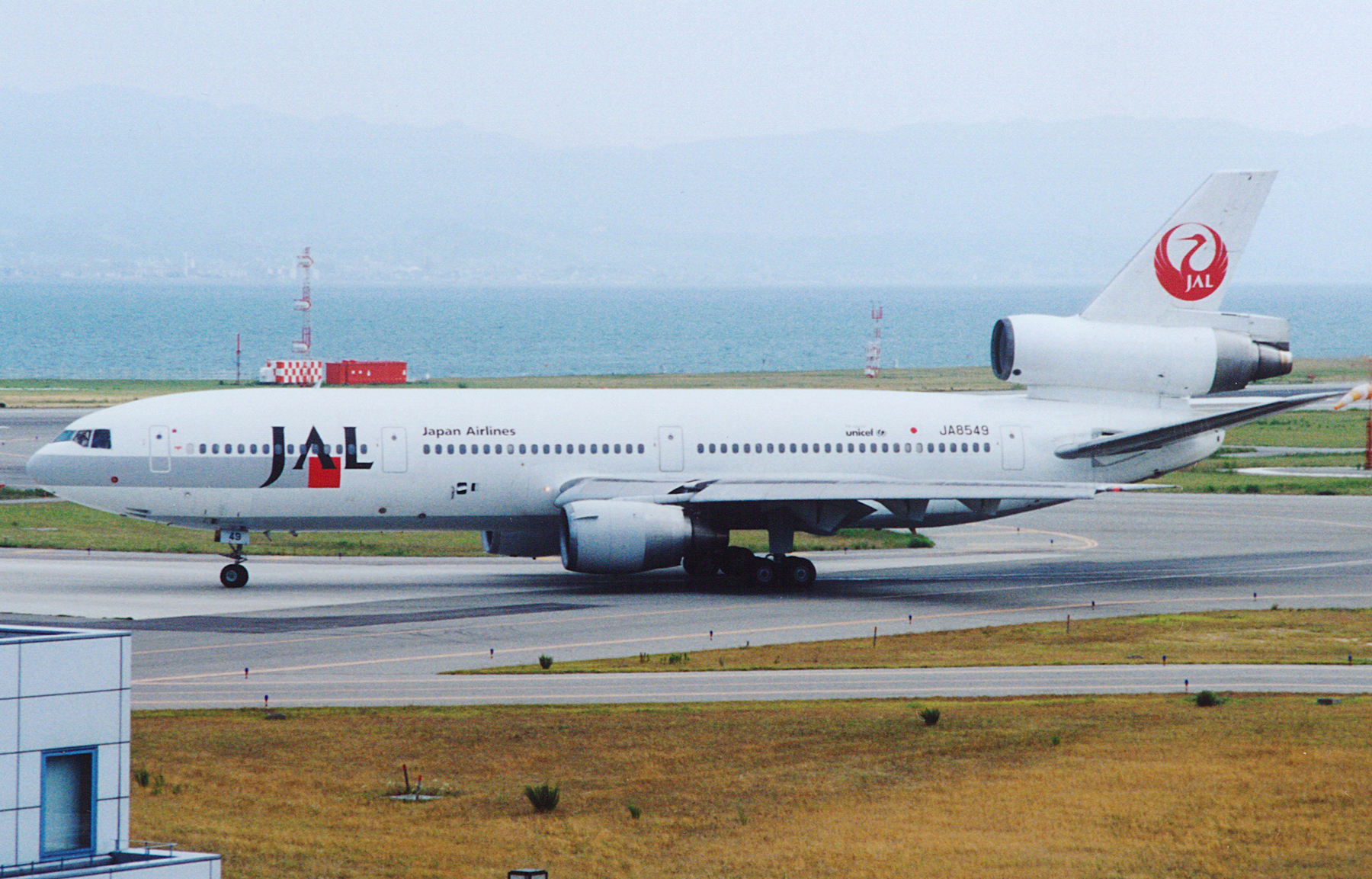
A McDonnell Douglas DC-10, láthatóan nincs S alakú cső kialakítása, a hajtóművet egyenesen a függőleges vezérsíkba építették be

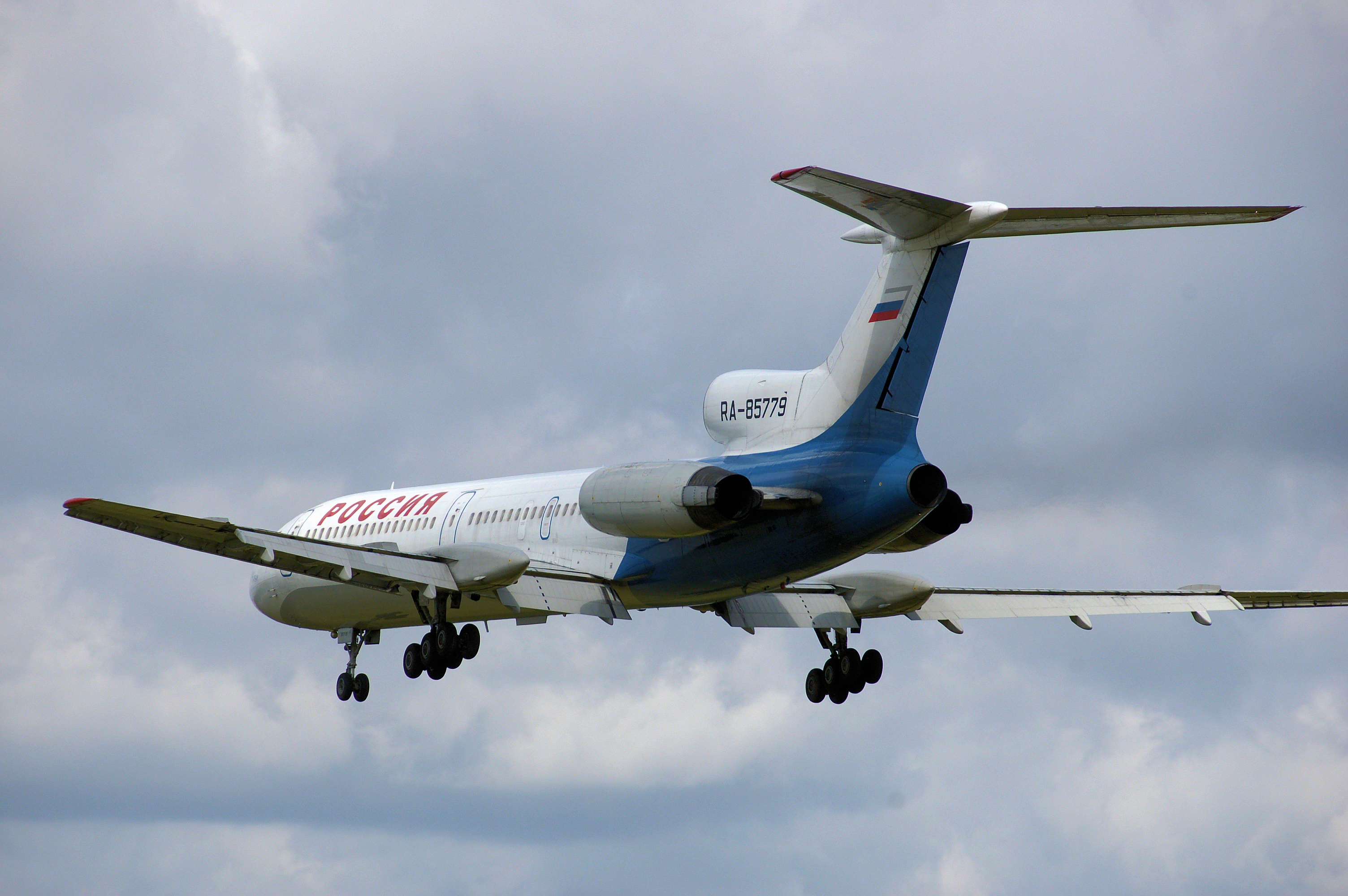
A Rossiya légitársaság Tupoljev Tu-154 trijet leszállás közben

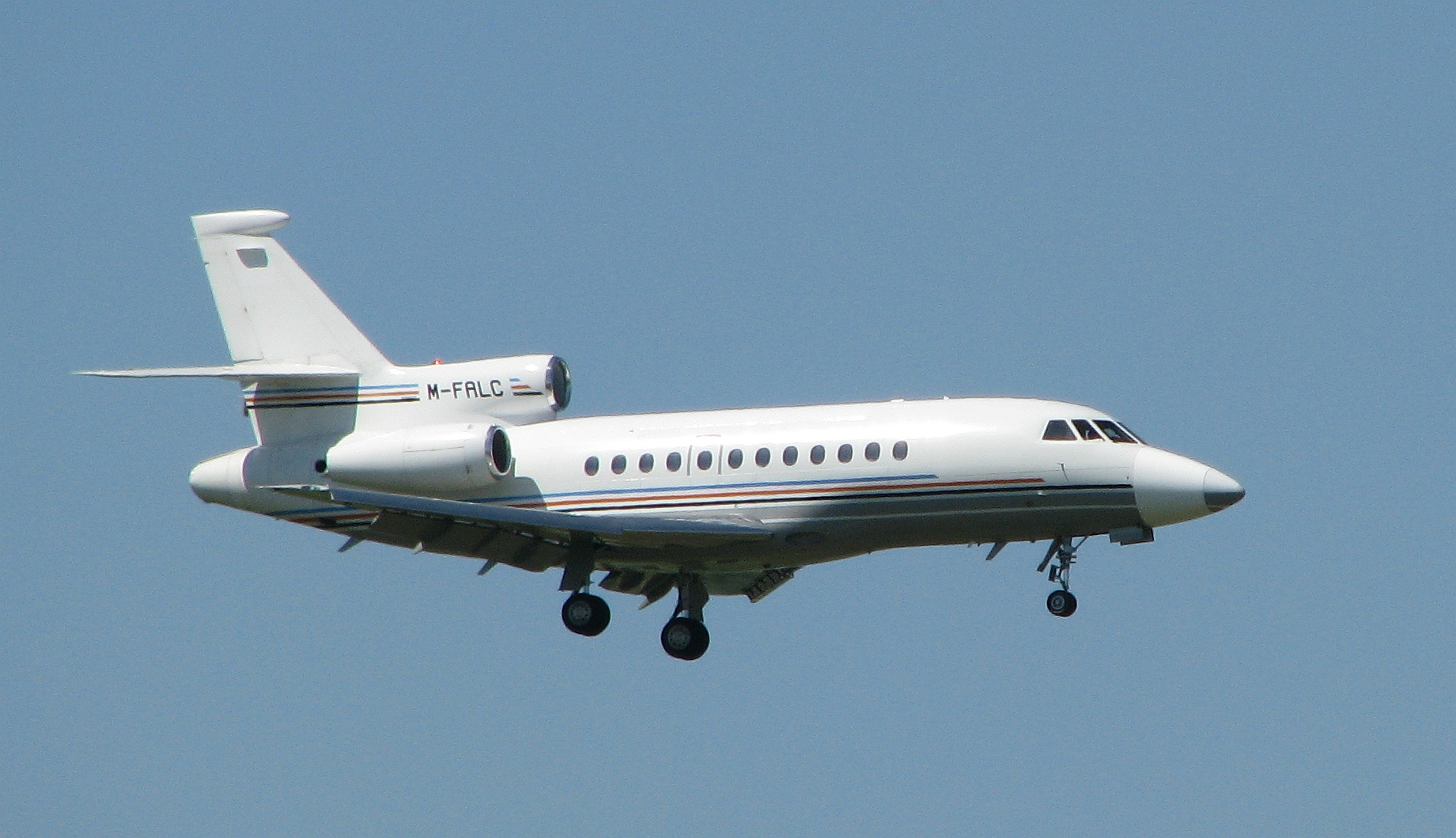
A Dassault Falcon 900 üzleti repülőgép

Az 1970-es évek végén és az 1980-as évek elején a három hajtóműves elrendezés volt a leggyakoribb elrendezés az amerikai légitársaságoknál. 1985 és 2003 között az 1488 darab ilyen típusú legyártott repülőgépből 602 maradt szolgálatban. A twinjetek száma ugyanebben az időszakban több mint a négyszeresére nőtt.
A trijetek egyik nagy hátránya a központi hajtómű elhelyezése. A legtöbb trijet hajtóműve a függőleges vezérsík közepe mentén van felszerelve, ez az elhelyezés bizonyos technikai nehézségeket okoz. A központi hajtómű leggyakrabban egy S alakú cső - amely egy igen bonyolult és költséges tervezés, ilyet használ a Boeing 727, Tupoljev Tu-154 és a Lockheed Tristar. A DC-10 és az MD-11 "egyenes" elrendezést használ ami sokkal hatékonyabb, de a talajtól magasabban van elhelyezve, így nehézzé válik a hajtóműhöz való hozzáférés.
Az ETOPS megszorításának enyhülései után a twinjetek alkalmasak lettek a víz feletti hosszútávú repülésre. A modern hajtóműveknél rendkívül alacsony meghibásodási ráta és megnövelt teljesítmény érhető el, ezek után két hajtóművel többel rendelkező gépek már nem készültek, kivéve az olyan nagy repülőgépeket mint az An-225, Airbus A340-600, Airbus A380 és a Boeing 747.
A McDonnell Douglas a DC-10-es családból kialakított trijetet, nevezetesen az MD-XX-et tervezték megépíteni az MD-11 meghosszabbított változataként. MD-XX Long Range leszállás nélkül akár 15400 kilométert is képes lett volna megtenni, és a szárnyfesztávolságát 64,5 m hosszúra tervezték. A projektet 1996-ban törölték, egy évvel azelőtt, hogy az McDonnell Douglas összeolvadt volna a Boeinggel.

### Jelenlegi állapot
Ma már minden keskenytörzsű és szélestörzsű trijet gyártása megszűnt, szinte minden utasszállító repülőgépet a twinjetek váltották fel. A trijetek jelenleg csak nagyon korlátozott számban épülnek, mint például a keskenytörzsű Tupoljev Tu-154M, a Dassault Falcon 7X és a Dassault Falcon 900 üzleti repülőgépek, mind a három repülőgép az S alakú cső kialakítást használja.

### A jövő
Az Airbus 2009-ben szabadalmat nyújtott be, amely egy új dupla függőleges vezérsíkú trijet tervezés, de nem lehet róla tudni, hogy ezt valaha kifejlesztették vagy gyártották volna. A Boeing is előállt egy Boeing 747 trijet tervvel. Erről szintén nem lehet tudni azt, hogy kifejlesztették vagy gyártották volna.

## Repülőgépek
- Boeing 727
- Dassault Falcon 50
- Dassault Falcon 900
- Dassault Falcon 7X
- Hawker Siddeley Trident
- Lockheed L–1011 TriStar
- McDonnell Douglas DC–10
- McDonnell Douglas MD–11
- Tupolev Tu-154
- Jakovlev Jak–40
- Jakovlev Jak–42

## Tervezett vagy félbehagyott trijet fejlesztések
- Boeing 747-300 Trijet: Soha nem gyártották.
- Blended Wing Body Trijet
- McDonnell Douglas MD-XX: Soha nem gyártották.
- Airbus trijet,[3] helyzete ismeretlen.
- Dassault Supersonic Business Jet (felfüggesztve)

## Lásd még
- Trimotor
- Twinjet
- Széles törzsű repülőgép

## Külső hivatkozások
- Stanford University Aircraft Aerodynamics and Design Group Engine Placement Accessed 2007-03-13
- Undeveloped MD-11/MD-12 models page